# Новолуние (посёлок)
Новолуние — посёлок в Урицком районе Орловской области России.
Входит в состав Луначарского сельского поселения.

## География
Расположен на левом берегу реки Цон, на противоположном берегу находится деревня Мерцалово.
Через Новолуние проходит просёлочная дорога, имеется одна улица — Совхозная.

## Население
| 2010 |
| ---- |
| 33   |